# Bonerowie
Bonerowie – rodzina mieszczańska pochodzenia niemieckiego, w późnym średniowieczu osiadła na Śląsku i w Małopolsce. Od XV wieku jej przedstawiciele odgrywali ważną rolę na dworze Jagiellonów; w 1514 roku uzyskali nobilitację i polski indygenat.

## Historia
Ród Bonerów wywodził się z Alzacji. Założycielem polskiej gałęzi rodu był kupiec i bankier Johann Boner z Landau in der Pfalz, który wraz z braćmi Jakubem i Fryderykiem w drugiej połowie XV wieku osiedlił się we Wrocławiu, zamieszkując w okazałej Kamienicy Pod Złotym Słońcem.
W 1483 roku Johann Boner wyemigrował do Krakowa. Mieszkając w Królestwie Polskim dorobił się w czasach panowania Aleksandra Jagiellończyka wielkiego majątku na papierniach w Balicach, Bonarce i Kamieniu, który wielokrotnie powiększył za czasów Zygmunta I Starego jako zarządca żup solnych w Wieliczce. W 1514 roku uzyskał dla siebie polski indygenat i herb szlachecki Bonarowa, który wraz z majątkiem przekazał bratankowi Sewerynowi Bonerowi.
Seweryn Boner pozostawał wzorem stryja bankierem Zygmunta I Starego. Prowadził również rozległe interesy w całej Europie, które w 1540 roku dzięki udanym transakcjom finansowym z Habsburgami przyniosły mu godność barona Świętego Cesarstwa Rzymskiego Narodu Niemieckiego. Zakupił także liczne dobra ziemskie w okolicach Krakowa, lokował miasta na prawie magdeburskim i był mecenasem sztuki. Pod koniec życia pod wpływem szerzącej się w Małopolsce reformacji przyjął kalwinizm i został jednym z protektorów tego wyznania.
Polska gałąź rodu Bonerów wygasła w XVII wieku.
Zbeletryzowaną i wyimaginowaną historię pochodzenia i protoplasty tego rodu przedstawił Wincenty Rapacki w powieści Hanza (1890).    

## Przedstawiciele rodu

### Pokolenie 0
- Seweryn Boner (zm. XV wiek) – ojciec Jana, Jakuba i Fryderyka Bonerów

### Pokolenie 1
- Jan Boner (1462–1523) – kupiec krakowski i bankier królewski, syn Seweryna Bonera
- Jakub Andrzej Boner (zm. 1517) – kupiec wrocławski, syn Seweryna Bonera
- Fryderyk Boner (zm. XVI wiek) – mincerz głogowski, syn Seweryna Bonera

### Pokolenie 2
- Seweryn Boner (1486–1549) – baron Świętego Cesarstwa Rzymskiego Narodu Niemieckiego, bankier królewski, burgrabia krakowski, starosta biecki, syn Jakuba Andrzeja Bonera.
- Franciszek Boner (zm. 1552) – rajca krakowski, syn Jakuba Andrzeja Bonera
- Jakub Boner (zm. 1560) – syn Jakuba Andrzeja Bonera
- Magdalena Boner (zm. 1529) – żona Stanisława Radziwiłła, córka Jakuba Andrzeja Bonera
- Barbara Boner – mieszczka wrocławska, córka Jakuba Andrzeja Bonera
- Helena Boner – mieszczka wrocławska, córka Jakuba Andrzeja Bonera

### Pokolenie 3
- Jan Boner (1516–1562) – burgrabia krakowski, starosta spiski, syn Seweryna Bonera
- Stanisław Boner (zm. 1560) – starosta biecki, syn Seweryna Bonera
- Seweryn Boner (zm. 1592) – kasztelan krakowski, starosta rabsztyński, syn Seweryna Bonera
- Jakub Fryderyk Boner (zm. 1585) – syn Seweryna Bonera
- Zofia Boner (zm. 1563) – żona Jana Firleja, córka Seweryna Bonera